# Lebialem
Le Lebialem est un département du Cameroun situé dans la région du Sud-Ouest. Son chef-lieu est Menji.

## Histoire
Depuis le déclenchement de la crise anglophone en 2017, une grande partie du département passe sous le contrôle du groupe armé Red Dragon, dirigé par Oliver Lekeaka. En octobre 2019, après avoir forcé les chefs traditionnels à fuir, Oliver Lekeaka se proclame « roi du Lebialem ». En mai 2020, une grande partie du département du Lebialem est passée sous le contrôle d'Oliver Lekeaka et de son groupe armé Red Dragon.

## Organisation administrative
Le département est découpé en 4 arrondissements compte 3 arrondissements et/ou communes, :
| COG    | Communes | Chef-lieu | Superficie (km²) | Population (2005) |
| ------ | -------- | --------- | ---------------- | ----------------- |
| SW0303 | Alou     | Alou      | 153              | 35 855            |
| SW0301 | Menji    | Fontem    | 237              | 39 706            |
| SW0302 | Wabane   | Wabane    | 252              | 38 175            |

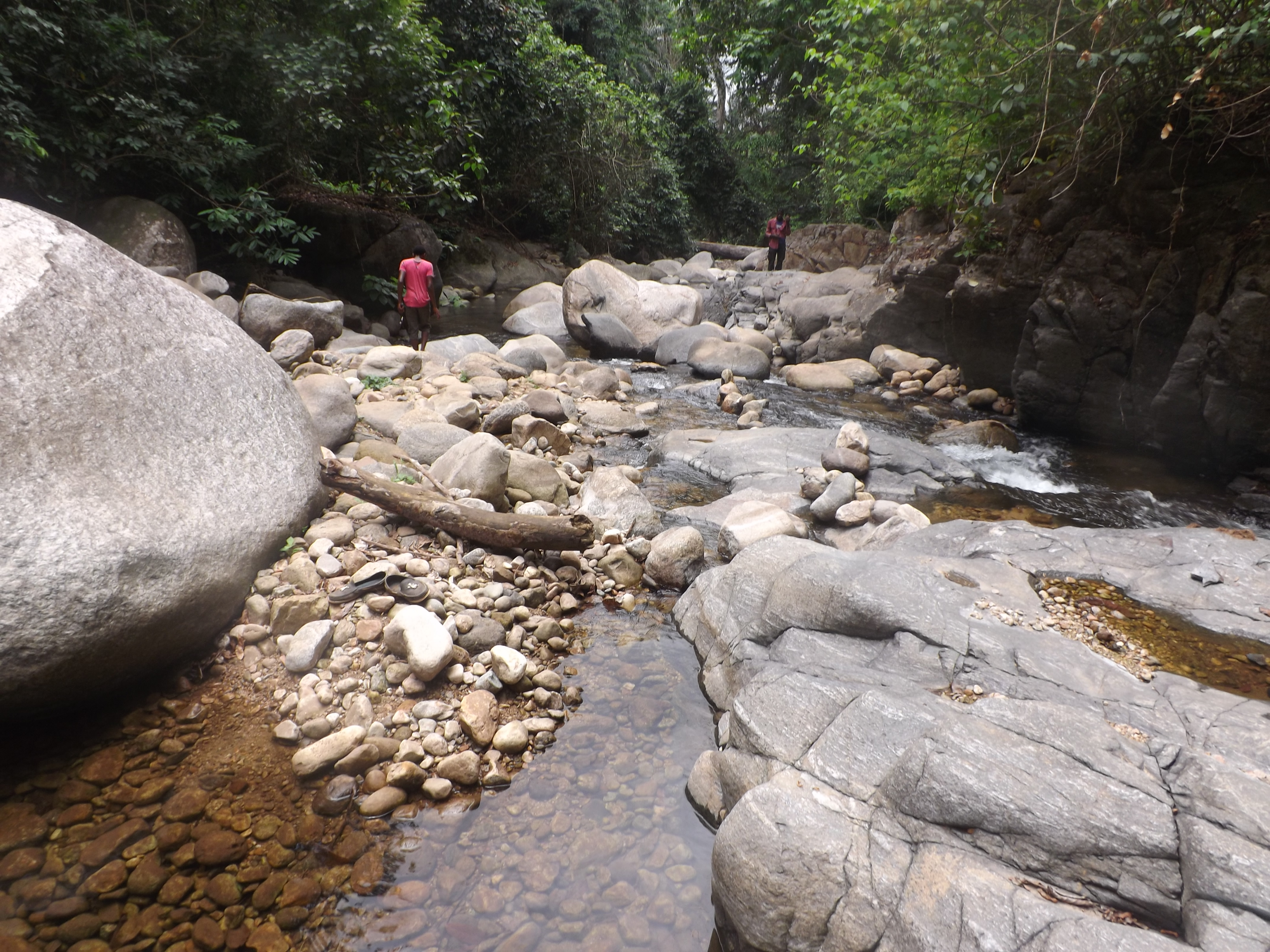
Fossimondi
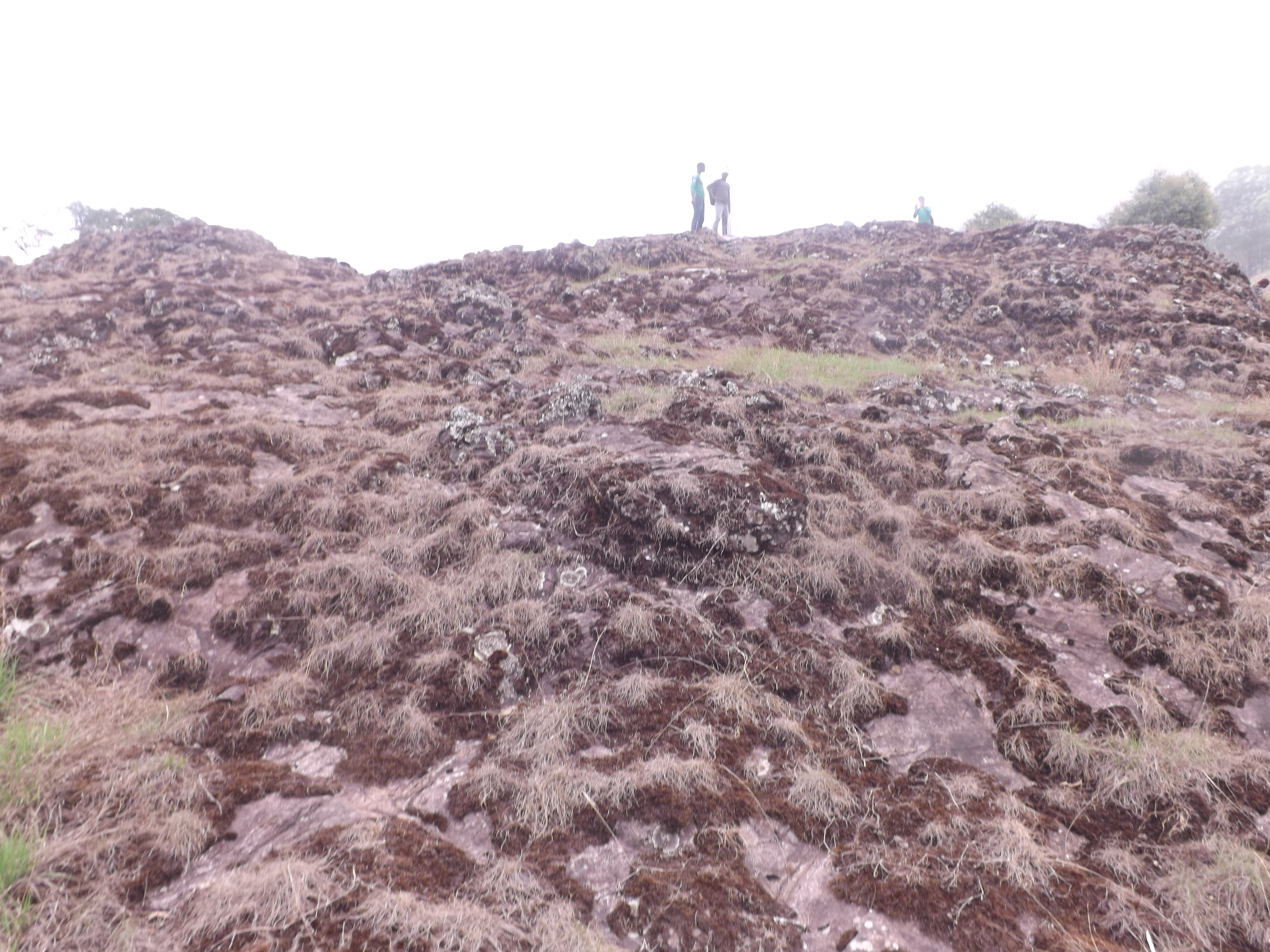
Terres volcaniques Mvock
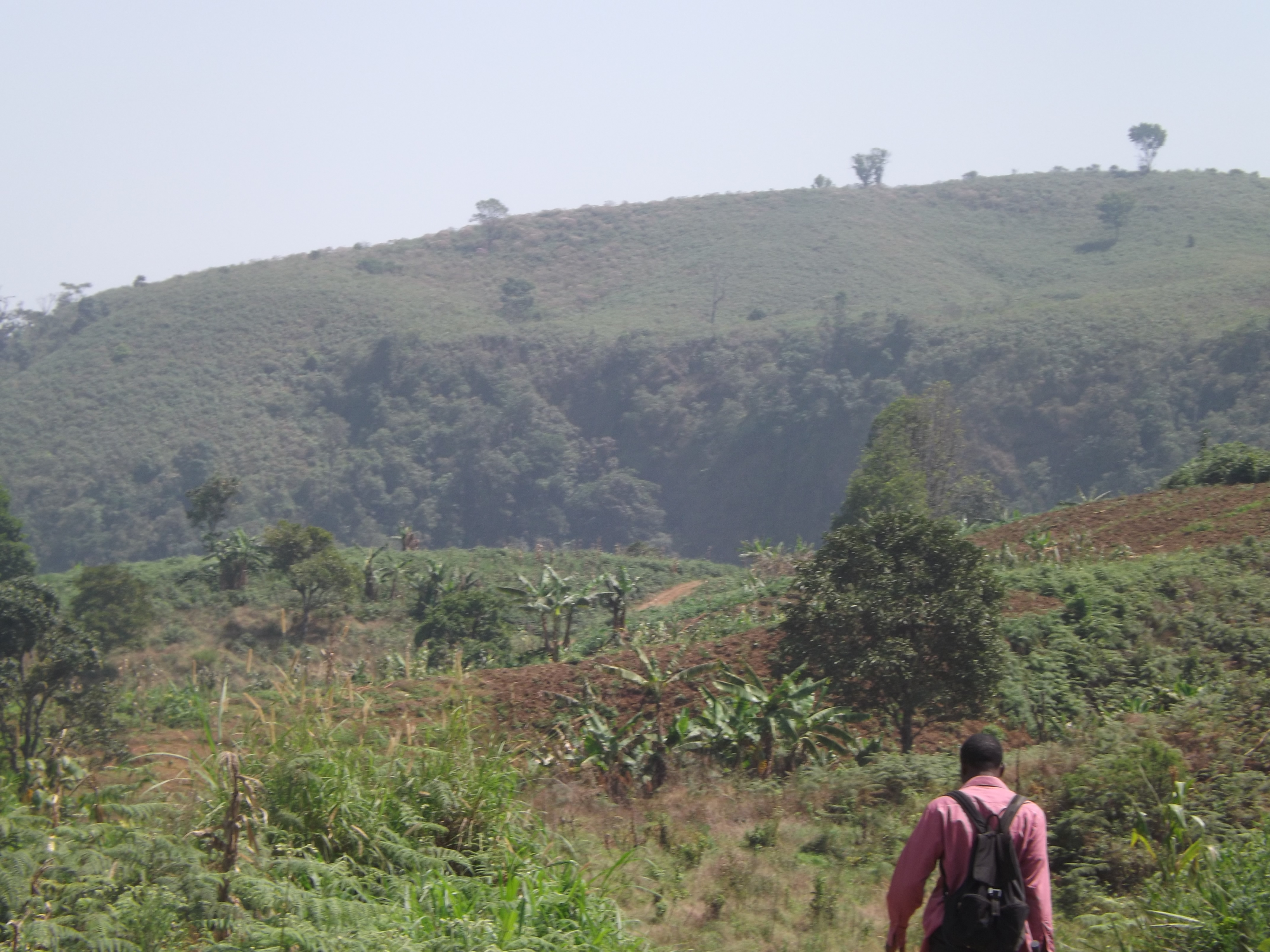
Champs de maïs

## Personnalités liées au Lebialem
- Paul Tasong, Ministre délégué
- Asaba, chanteuse